# Carlos Sosa
Carlos Adolfo Sosa (ur. 21 lipca 1919, zm. 2 marca 2009) – piłkarz argentyński noszący przydomek Lucho, pomocnik. Później trener.

## Życiorys
Urodzony w Buenos Aires Sosa karierę piłkarską rozpoczął w 1939 roku w klubie Atlanta Buenos Aires, gdzie grał do 1940 roku. W 1941 roku został graczem klubu Boca Juniors, w którym zadebiutował 27 kwietnia w wygranym 4:3 meczu z CA Banfield. W Boca Juniors Sosa tworzył linię środkową z takimi graczami, jak Ernesto Lazzatti i Natalio Pescia.
W reprezentacji Argentyny zadebiutował 25 sierpnia 1942 roku w zremisowanym 1:1 meczu z Urugwajem. Następnie razem z Boca Juniors dwa razy z rzędu - w 1943 i 1944 roku - zdobył tytuł mistrza Argentyny.
Jako piłkarz klubu Boca Juniors wziął udział w turnieju Copa América 1945, gdzie Argentyna zdobyła tytuł mistrza Ameryki Południowej. Sosa zagrał we wszystkich sześciu meczach - z Boliwią, Ekwadorem, Kolumbią, Chile, Brazylią i Urugwajem.
Nadal jako piłkarz klubu Boca Juniors wziął udział w turnieju Copa América 1946, gdzie Argentyna drugi raz z rzędu zdobyła tytuł mistrza Ameryki Południowej. Sosa zagrał w dwóch meczach - z Paragwajem i Urugwajem (w 65 minucie zmienił na boisku Juana Frondę).
Sosa zakończył grę w Argentynie w 1951 roku, do końca grając w Boca Juniors. Ostatni raz w barwach Boca Juniors wystąpił 30 listopada w wygranym 2:1 meczu z Ferro Carril Oeste. W sumie w Boca Juniors rozegrał 294 mecze (26 178 minut) i zdobył 9 bramek. W lidze jako gracz Boca Juniors rozegrał 271 meczów i zdobył 7 bramek. Łącznie w lidze argentyńskiej rozegrał 311 meczów i zdobył 7 bramek.
W 1952 roku został piłkarzem francuskiego klubu Racing Paryż, w którym grał do 1958 roku. Potem przeniósł się do klubu Red Star Paryż, gdzie w 1959 roku zakończył karierę piłkarską.
Sosa rozegrał w reprezentacji Argentyny 13 meczów.
Po zakończeniu kariery piłkarskiej wrócił do Argentyny i został trenerem. W 1960 roku kierował zespołem Boca Juniors. Był także trenerem klubu San Telmo Buenos Aires oraz urugwajskiego klubu Racing Montevideo.
Jako piłkarz słynął ze znakomitych dośrodkowań. O wysokiej precyzji jego centr świadczy powiedzenie z czasów, gdy grał w Boca Juniors: centro de Sosa, gol de Boyé, czyli dośrodkowuje Sosa, gola zdobywa Boyé.

## Sukcesy
| Sezon | Drużyna      | Tytuł                          |
| ----- | ------------ | ------------------------------ |
| 1943  | Boca Juniors | Mistrz Argentyny               |
| 1944  | Boca Juniors | Mistrz Argentyny               |
| 1944  | Boca Juniors | Copa Ibarguren                 |
| 1945  | Argentyna    | Mistrz Ameryki Południowej     |
| 1945  | Boca Juniors | Wicemistrz Argentyny           |
| 1946  | Argentyna    | Mistrz Ameryki Południowej     |
| 1946  | Boca Juniors | Wicemistrz Argentyny           |
| 1946  | Boca Juniors | Copa Competencia Británica     |
| 1946  | Boca Juniors | Copa de Confraternidad Escobar |
| 1947  | Boca Juniors | Wicemistrz Argentyny           |
| 1950  | Boca Juniors | Wicemistrz Argentyny           |